# Bataille de la Brigade 52
Guerre civile syrienne
Batailles
La bataille de la Brigade 52 a lieu les 8 et 9 juin 2015 lors de la guerre civile syrienne. Elle s'achève par la victoire des rebelles syriens qui s'emparent d'une base militaire dans la région de Deraa

## Déroulement

Offensive rebelle sur la base de la Brigade 52 :
Zone contrôlée par le gouvernement syrien et ses alliés
Zone contrôlée par les rebelles
Zone contestée

Située près de al-Hirak, au nord-est de la ville de Deraa, la Brigade 52 est la plus grande base militaire du régime syrien dans le gouvernorat de Deraa. Le régime y dispose d'un corps d'infanterie et elle est la principale base utilisée pour bombarder les positions rebelles dans le sud.
Le 8 juin 2015, 2 000 rebelles du Front du Sud de l'Armée syrienne libre et d'Ahrar al-Cham se lancent à l'assaut de cette base. Elle est prise le 9 juin, après 24 heures de combat ; les loyalistes se replient alors sur la ville de Deraa ou la base aérienne d'al-Thula,,,,.

## Les pertes
Selon l'Observatoire syrien des droits de l'homme (OSDH), au moins 35 rebelles, dont un colonel, et 28 loyalistes, dont un général, sont morts pendant l'attaque,. Le 11 juin, les corps des soldats tués sont remis par les rebelles aux forces gouvernementales à Deraa en échange de la libération de 24 détenus, dont 10 femmes.
Issam al-Reis, porte-parole du Front du Sud, affirme pour sa part que 83 militaires du régime, dont sept officiers, ont été tués lors de l'assaut.

## Conséquences
Les rebelles s'emparent également des villages de Mliha, Al-Dara et Rakhem. Avec cette victoire, ils obtiennent un accès au gouvernorat de Soueïda, presque entièrement contrôlé par les loyalistes, et arrivent à 10 kilomètres de la principale autoroute allant du sud à la capitale Damas.
Après cette victoire, les rebelles lancent ensuite un nouvel assaut le 10 juin sur l'aéroport d'al-Thala, non loin de la brigade 52. Ils s'en emparent d'une partie mais cette fois les loyalistes repoussent l'offensive le 12 juin après d'importants bombardements et l'envoi de renforts,.